# Vil·la Havemann
La Vil·la Havemann és una obra del municipi de Sitges (Garraf) inclosa en l'Inventari del Patrimoni Arquitectònic de Catalunya.

## Descripció
La casa està situada prop de l'estació de Sitges. És un edifici aïllat format per un habitatge i una capella adossada a la part dreta, envoltats per un jardí. La façana de l'habitatge consta de planta baixa i un pis, amb terrat superior. És de composició simètrica amb obertures motllurades i un bacó central amb barana de forja. La capella, que utilitza elements de vocabulari historicista, té una porta d'accés d'arc de mig punt i finestres lobulades a la part superior. La coberta és a dos vessants, de teula àrab.

## Història
A l'arxiu municipal de Sitges es conserven dos projectes per la construcció d'aquest edifici. Amb data del 9 d'agost del 1906 l'ajuntament va donar l'aprovació per realitzar les obres d'una casa amb capella d'acord amb un primer projecte signat per l'arquitecte J.L. Calvo. Posteriorment amb data 25 d'abril de 1907 es va aprovar un nou permís d'obres demanat per la propietària Ursicina Sanahuja, vídua de Havemann, en substitució del projecte anterior. L'arquitecte que va realitzar aquest segon projecte va ser Josep Graner i Prat